# 黄蟹守螺
黄蟹守螺（学名：Cerithium citrinum），是中腹足目蟹守螺科蟹守螺属的一种。主要分布于中国大陆、台湾，常栖息在礁石附近的浅海沙底或碎石海底、低潮线。